# 白山警察署
白山警察署（はくさんけいさつしょ）は、石川県警察が管轄する警察署のひとつである。2012年4月1日に、松任警察署と鶴来警察署を統合し開署した。
本項目では、統合前の松任警察署についても記述する。

## 所在地
白山警察署（本庁舎）
- 石川県白山市倉光九丁目11番地1[1]

白山警察署鶴来庁舎（旧鶴来警察署）
- 石川県白山市月橋町644番地[1]
  - 鶴来庁舎では、交通業務（交通事故処理や運転免許証の更新など）や遺失物受付などの業務が存続されている[2]。

## 管轄区域
- 白山市
- 野々市市

## 沿革
- 1877年（明治10年）9月17日 - 金沢第二警察署松任分署設置。
- 1880年（明治13年）3月 - 金沢警察署松任分署となる。
- 1882年（明治15年）7月1日 - 松任警察署となる。管轄区域は石川郡。管内に金石・鶴来・美川の三分署を設置。
- 1897年（明治30年）3月27日 - 金石分署が金石警察署となる。
- 1908年（明治41年）6月13日 - 金石警察署廃止によりその管轄区域を編入する。管内に金石分署を設置。
- 1909年（明治42年） - 金石分署廃止。
- 1913年（大正2年）5月 - 美川分署廃止。
- 1926年（大正15年）7月1日 - 鶴来分署が鶴来警察署となる。
- 1948年（昭和23年）3月7日 - 旧警察法施行により、松任警察署廃止。国家地方警察石川県本部石川地区警察署及び自治体警察の松任町警察署、美川町警察署設置。
- 1951年（昭和26年）10月1日 - 松任町警察署、美川町警察署廃止によりその管轄区域を石川地区警察署に編入する。
- 1952年（昭和27年）7月1日 - 松任地区警察署に改称する。
- 1954年（昭和29年）7月1日 - 新警察法施行により、松任地区警察署廃止。松任警察署設置。管轄区域は石川郡北部。
- 1970年（昭和45年）10月10日 - 松任町市制施行により管轄区域変更。管轄区域は松任市及び石川郡北部。
- 2005年（平成17年）2月1日 - 市町村合併により管轄区域変更。管轄区域は白山市北部及び石川郡。
- 2011年（平成23年）11月11日 - 野々市町市制施行により管轄区域変更。管轄区域は白山市北部及び野々市市。
- 2012年（平成24年）4月1日 - 松任警察署および鶴来警察署を統合し、白山警察署が開署。管轄区域は白山市及び野々市市。石川県警察が発足して以来初めて新設され、人員は金沢中警察署に次ぐ規模となった[3]。
- 2021年（令和3年）3月26日 - 署所在地交番を廃止し、松任交番を新設[4]。同時に駐在所の統合も実施[5]。

## 主な事件
- 女性スイミングコーチ殺害事件[6][7] - 1992年（平成4年）10月1日未明0時50分ごろ、金沢市三十苅町丙116の「金沢スイミングクラブ」駐車場[8]に駐車されていた乗用車（黒い三菱・ミラージュファビオ）の助手席で[9][9]、この車の持ち主である同スイミングクラブの女性コーチ（当時20歳）が絞殺死体として発見された[8]。県警捜査一課は発生当初、金沢中警察署に「三十苅女性殺人事件捜査本部」を設置して捜査を開始し[8]、後述のように殺害現場が松任市（現：白山市）の被害者宅近くにあったことから、松任署にも新たに捜査本部を設置した[10]。死亡推定時刻は9月30日20時ごろとされ[10]、また遺体の頭髪に付着していたメタセコイアの葉などから、殺害現場は女性宅付近にあり、駐車場から約4 km離れた白山市矢島頃町の石川県農業試験場果樹実証圃（現：石川県農業総合研究センター）と特定された[9]。凶器は被害者が着ていたオーバーオールの肩ひもである可能性が高いとみられている[9]。松任署に設置された捜査本部が継続捜査を行い、6000人以上から事情聴取を行ったが、有力な情報は得られず[9]、未解決のまま事件から15年後の2007年（平成19年）9月30日0時に公訴時効が成立した[11]。

## 組織
- 警務課
  - 警務第一係、警務第二係、警察安全相談係
- 留置管理課
  - 留置管理係、看守係
- 会計課
  - 会計係
- 生活安全課
  - 生活安全係、営業保安係、少年係、少年補導係、特犯係
- 地域課
  - 企画指導第一係、企画指導第二係、地域係、機動警ら第一係、機動警ら第二係、機動警ら第三係、機動警ら第四係
- 刑事第一課
  - 刑事総務係、統計係、強行第一係、強行第二係、盗犯第一係、盗犯第二係、性犯罪捜査係、鑑識係
- 刑事第二課
  - 知能係、告訴係、組織犯罪対策第一係、組織犯罪対策第二係
- 交通第一課
  - 企画係、交通安全教育係、規制係
- 交通第二課
  - 交通事故・指導総括係、指導取締係、交通事故・指導第一係、交通事故・指導第ニ係、交通事故・指導第三係、交通事故・指導第四係
- 警備課
  - 警備第一係、警備第二係

## 交番
2025年時点。松任交番が新設され、統合も実施された。

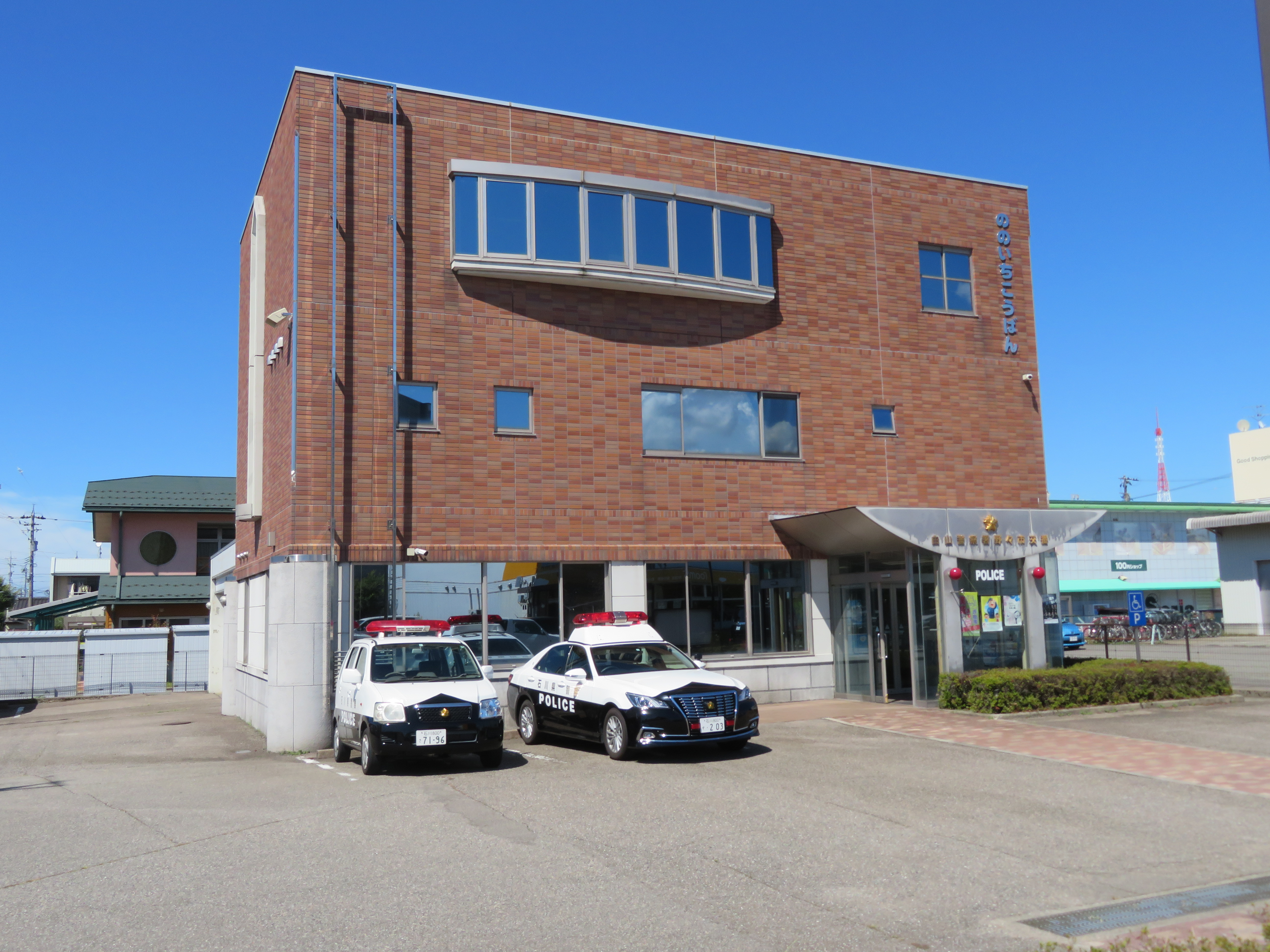
野々市交番

### 白山市
- 松任交番（白山市西新町1111番地）[4][5]
- 宮永交番（白山市宮永町452番地1）
- 美川交番（白山市長屋町ロ61番地1）
- しらやま交番（白山市白山町カ88番地2）

### 野々市市
- 野々市交番（野々市市本町6丁目22番2号） - 警部が所長を務める幹部交番である。警らパトカーも常備。
- 野々市北交番（野々市市二日市3丁目7番） - 白山警察署では初めての新設交番[13][14]。
- 野々市南交番（野々市市藤平138番地1）

## 駐在所
野々市市内には駐在所を置いていない。
- 山島駐在所（白山市安吉町110番地）
- 笠間駐在所（白山市笠間町547番地）
- 福留駐在所（白山市福留町626番地1）
- 日向駐在所（白山市日向町イ15番地1）
- 道法寺駐在所（白山市道法寺町ホ62番地5）
- 河内駐在所（白山市河内町福岡盈101番地1）
- 鳥越駐在所（白山市別宮町丙26番地2）
- 吉野谷駐在所（白山市吉野カ89番地1）
- 尾口駐在所（白山市瀬戸酉1番地1）
- 白峰駐在所（白山市白峰ハ105番地1）

## 過去の交番・駐在所
いずれも松任交番開設時に廃止となった。
- 署所在地交番（白山市倉光九丁目、白山警察署内）
- 一木駐在所（白山市村井町）
- 徳光駐在所（白山市徳光町）
- 千代野駐在所（白山市千代野東一丁目）

## 松任警察署
松任警察署（まっとうけいさつしょ）は、白山警察署に統合される前の警察署で、白山市の旧松任市と旧石川郡美川町の両地域、野々市市を管轄していた。

## 隣接区域の警察署
石川県
- 金沢中警察署
- 能美警察署
- 小松警察署

富山県（富山県警察）
- 南砺警察署

福井県（福井県警察）
- 勝山警察署
- 大野警察署

岐阜県（岐阜県警察）
- 高山警察署